# Kanton Vallée de l'Homme
Vallée de l'Homme is een kanton van het Franse departement Dordogne. Het kanton maakt deel uit van het arrondissement  Sarlat-la-Canéda.  

Het telt 14.812  inwoners in 2018.

Het kanton werd gevormd ingevolge het decreet van 24  februari 2014 met uitwerking op 22 maart 2015 met Montignac-Lascaux als hoofdplaats.

## Gemeenten
Het kanton Vallée de l'Homme omvatte bij zijn oprichting 26 gemeenten
Op 1 januari 2019 werden:
- de gemeenten Coly et Saint-Amand-de-Coly samengevoegd tot de fusiegemeente (commune nouvelle) Coly-Saint-Amand
- de gemeenten Les Eyzies-de-Tayac-Sireuil, Manaurie et Saint-Cirq  samengevoegd tot de fusiegemeente (commune nouvelle) Les Eyzies

Bij decreet van 5 maart 2020 werd de gemeente Coly-Saint-Amand in haar geheel toegewezen aan dit kanton.
Sindsdien omvat het kanton volgende 24 gemeenten : 
- Aubas
- Le Bugue
- Campagne
- La Chapelle-Aubareil
- Coly-Saint-Amand
- Les Eyzies
- Fanlac
- Les Farges
- Fleurac
- Journiac
- Mauzens-et-Miremont
- Montignac-Lascaux
- Peyzac-le-Moustier
- Plazac
- Rouffignac-Saint-Cernin-de-Reilhac
- Saint-Avit-de-Vialard
- Saint-Chamassy
- Saint-Félix-de-Reillac-et-Mortemart
- Saint-Léon-sur-Vézère
- Savignac-de-Miremont
- Sergeac
- Thonac
- Tursac
- Valojoulx